# KV6
Pour les articles homonymes, voir KV6 (homonymie).
Situé dans la vallée des Rois, dans la nécropole thébaine sur la rive ouest du Nil face à Louxor, KV 6 est le tombeau du pharaon Ramsès IX de la XXe dynastie. Cependant, les récentes découvertes archéologiques et la structure de la tombe suggèrent qu'elle n'avait pas encore été terminée au moment de la mort du pharaon. Ainsi, on note que le travail a été accéléré et bâclé pour achever l'ensemble.

## Description
La tombe se trouve au cœur de la vallée des Rois. L’entrée de la tombe de Ramsès IX se situe à l’ouest de l'oued principal, au pied d’une grande colline qui domine la partie centrale de la vallée. Elle s'enfonce sous 105 mètres. Elle croise en dessous d’elle une partie de la gigantesque tombe KV5 et de KV55. Sa taille est moins importante que celles de ses prédécesseurs, signe sans doute de l'affaiblissement de la puissance royale durant son règne.
L'hypogée a une structure classique, typique de la XXe dynastie qui suit un axe linéaire.
Après une rampe d’entrée exceptionnellement large (A), trois corridors se succèdent (B, C et D). Le premier couloir (B) dispose de quatre petites chambres latérales groupées par deux (Ba, Bb, Bc et Bd). Mais aucune n'est décorée. L'une d'entre elles n'est même pas achevée (Bd). Au bout du couloir (D) s’ouvre une antichambre (E). Contrairement à l'usage, on ne trouve aucun puits qui a été creusé dans celle-ci. Puis, on accède à une salle hypostyle comprenant quatre piliers (F). Cette salle est visiblement inachevée. Une rampe relie la salle hypostyle à la chambre funéraire (J). À l’origine, cette rampe devait mener à un autre couloir mais ce dernier a hâtivement été élargi pour la transformer en salle funéraire. On y a creusé une petite fosse rectangulaire à deux paliers à même le sol destinée à recevoir le sarcophage extérieur. Mais ce dernier n'a jamais été retrouvé.
KV 6 possède l’une des plus grandes entrées de la vallée. L’intention originelle de créer des pilastres aux extrémités de la porte d’entrée (A) ainsi que la présence des chambres annexes latérales du premier corridor (B) rappellent la structure de la tombe KV11.
De manière plus détaillée, le plan se décompose de :
- La rampe d'entrée (A) qui est l'une des plus grandes de la vallée. Elle mesure 16,13 m de long sur 3,76 m de large pour 4,2 m de haut. Le creusement n'est pas achevé. Un escalier en pente douce mène vers la porte d'accès du tombeau. On trouve à son extrémité des pilastres. Les bases inférieures des deux premiers pilastres droit et gauche sont partiellement creusés dans la roche.
- Le couloir (B) fait 15,33 m de long sur 3,22 m de large pour 4,47 m de haut.
  - La chambre (Ba) est petite et ne mesure que 2,59 m de long sur 2,61 m de large pour 2,09 m de haut. C'est la première petite salle annexe sur le mur nord-est du couloir (B). La porte d'accès devait avoir des montants qui ont disparu.
  - La chambre (Bb) ne mesure que 2,61 m de long sur 2,6 m de large pour 2,14 m de haut. C'est la seconde annexe latérale du mur nord-est du couloir (B).
  - La chambre (Bc) est une pièce carrée de 2,62 m de côté pour 2,1 m de haut. C'est la première annexe latérale du mur sud-ouest du couloir (B).
  - La chambre (Bd) est de petite taille car elle ne mesure que 2,42 m de long sur 2,64 m de large pour 2,07 m de haut. C'est la seconde annexe latérale du mur sud-ouest du couloir (B). Mais c'est la seule annexe à n'avoir pas été achevée.
- Le couloir (C) mesure 9,95 m de long sur 3,22 m de large pour 4,11 m de haut. Deux niches rectangulaires ont été creusées face à face sur chacun des deux murs du couloir.
- Le couloir (D) mesure 11,52 m de long sur 3,2 m de large pour 3,69 m de haut. À son extrémité se trouvent deux niches peu profondes face à face sur chacun des deux murs.
- La chambre (E) est inachevée. Elle fait 4,91 m de long sur 5,25 m de large pour 3,51 m de haut. Une ébauche de puits a été esquissée sur le sol sans jamais avoir été creusé.
- La chambre hypostyle (F) possède quatre piliers en son centre autour de la rampe qui mène à la chambre funéraire. Elle mesure 8,51 m de long sur 8,55 m de large pour 3,41 m de haut. Le creusement de la salle n'est pas fini au-delà des deux premiers piliers. Une rangée de points sur les deux parois latérales indique que le lissage des murs était en cours au moment du décès du roi. Les piliers font en moyenne 1,09 m de côté.
- Enfin, la chambre funéraire (J) est de forme rectangulaire mesurant 6,83 m de long sur 5,34 m de large pour 3,6 m de haut. Deux marches permettent d'y accéder. La fosse funéraire rectangulaire creusée sur le sol de la pièce est alignée sur l’axe de la tombe. La fosse est peu profonde et a deux paliers. Le plafond tout entier est voûté.

## Décorations

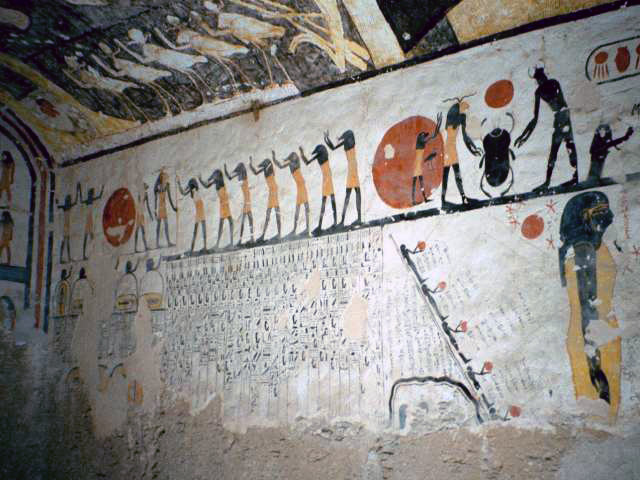
Détail des fresques de la chambre funéraire

Le tombeau KV6 est la dernière tombe royale à avoir eu sa décoration achevée de la vallée des Rois.
Bien qu'il régnât durant dix-huit ans, la construction de la tombe de Ramsès IX fut incroyablement lente. Ainsi, à la mort du pharaon, le tombeau avait à peine été décoré à moitié. Seuls les couloirs (B) et (C) avaient été plâtrés et on avait juste fini la décoration du couloir (B). Après la mort du roi, les artisans œuvrèrent alors comme des forcenés durant les soixante-dix jours que leur laissaient les rituels d'embaumements pour finir les décors. Cela se remarque sur la qualité des dessins parfois nettement moins bien soignés qu'ailleurs dans le tombeau. La salle hypostyle possède ainsi des décors mais ils sont inachevés.
Les décors présents dans la tombe sont très variés. Ils présentent de nombreux extraits de différents livres. Par exemple, le tombeau est orné de scènes du Livre des Portes sur le couloir (C), des litanies de Rê (couloir B et C), du livre des cavernes (couloir B, C, chambre funéraire J), des heures du Livre de l'Amdouat (corridor C, D), du Livre des morts (couloir C), du livre de la terre (chambre funéraire J), du livre du jour et de la nuit (chambre funéraire J) et du rituel de l'ouverture de la bouche (couloir B et chambre E). Il y a aussi des représentations du défunt avec les divinités (couloir B, C, D, chambre funéraire J), des ennemis prisonniers (corridor C, D), et un plafond astronomique et calendaire (couloir C).
Les murs de KV6 contiennent plus d’une cinquantaine de graffiti, principalement situés sur la partie supérieure des murs, indiquant que le tombeau était partiellement rempli par des débris durant l’Antiquité.
De manière plus détaillée, les décors présents dans la tombe sont :
- La rampe d'entrée (A) est décorée au niveau des pilastres de l'entrée. On y trouve inscrit sur ceux-ci les noms et les épithètes de Ramsès IX dans des cartouches peints en rouge et noir. On a également un graffito en démotique, un en langue anatolienne, et neuf en grec ancien. Sur le linteau au-dessus de la porte ouvrant sur le couloir (B), on peut admirer une scène montrant Ramsès IX adorant le disque solaire contenant un scarabée avec Isis sur la gauche et Nephtys sur la droite.

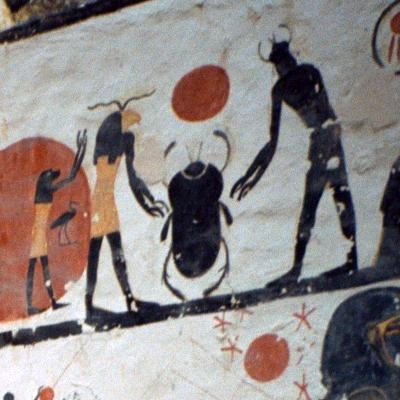
Détail des fresques représentant une des étapes de la transformation du dieu Khépri

- Le couloir (B) présente de chaque côté des murs latéraux une représentation d'un serpent-gardien issu du Livre des Portes. Le mur de gauche comprend trois scènes : Ramsès IX dans un kiosque qui consacre des offrandes aux dieux Rê-Horakhty et Osiris ; un extrait des litanies de Rê (mais il manque les premiers paragraphes du texte) ; et le prêtre Iounmoutef qui purifie le pharaon défunt réincarné en Osiris au cours du rituel de l'ouverture de la bouche. Le mur de droite montre un autre kiosque où Ramsès IX offre de l'encens, des offrandes de fleurs et des libations sur un oryx blanc au dieu Amon-Rê, et Mertseger dépeinte comme la déesse de l’Ouest. Le premier chapitre du Livre des cavernes est peint ensuite sur ce mur mais il manque là aussi les premiers paragraphes sur l’ouverture du disque soleil et la grande figure du Dieu soleil à tête de bélier. Une frise de cartouches du roi flanqué de tête de lion portant des uraei se trouve tout au long de chaque mur. Le plafond est orné d'une alternance de vautours avec des scarabées ailées et des noms du roi. On y trouve aussi des graffitis grecs, trois sur le mur sud-ouest et dix sur le mur nord-est.
  - La salle (Ba) ne porte aucune décoration hormis sur le linteau de la porte où ont été inscrits les noms de Ramsès IX.
  - La salle (Bb) ne porte aucune décoration.
  - La salle (Bc) ne porte aucune décoration hormis sur le linteau de la porte où ont été inscrits les noms de Ramsès IX.
  - La salle (Bd) ne porte aucune décoration hormis sur le linteau de la porte où ont été inscrits les noms de Ramsès IX.
- Le couloir (C) est l'une des plus belles pièces de la tombe après la chambre funéraire. Il est en effet très décoré. Le linteau de la porte d'entrée du couloir comporte un disque solaire contenant un dieu à tête de bélier entre un personnage féminin agenouillé et un babouin. Le disque est flanqué d'une représentation de Ramsès IX agenouillé protégé par les ailes de grands faucons. Tout au long du haut des deux murs, on découvre une frise issue du Livre des Portes représentant des gardiens-serpents qui alternent avec les épithètes du pharaon. Cette frise est au-dessus des autres scènes décoratives. Sur le mur nord-est, les litanies de Rê sont inscrites suivies d’une partie du chapitre de la seconde heure de l’Amdouat et du 126e sort du Livre des morts. Puis trois scènes sont figurées montrant d'abord Ramsès IX suivi d’Hathor tenant les noms royaux, puis du 125e sort du Livre des morts et enfin une dernière scène figurant Ramsès IX adorant Khonsou-Néferhotep et Shou. Sur le mur au sud-ouest du couloir, on trouve une scène d'un Dieu à tête de bélier, les second, troisième et quatrième chapitres du Livre des cavernes. Ensuite, une autre scène est présente montrant Ramsès IX offrant des libations à Amon-Rê. Enfin, le plafond du couloir est lui aussi décoré par une représentation astronomique de constellations égyptiennes, une liste des décans et de tables d'étoiles tirés du calendrier égyptien. Enfin, trois graffitis grecs sont également présents.
- Le couloir (D) comprend également sur le linteau de sa porte d'entrée un disque solaire avec un dieu à tête de bélier entre un œil d'Horus et un babouin, flanqué de chaque côté par Ramsès IX accompagné par quatre dieux (Shou, Geb, Osiris et Horus) et cinq déesses (Isis, Nephtys, Neith, Serket et Hathor). Tout au long du haut des deux murs, on découvre une frise issue du Livre des Portes représentant des gardiens-serpents qui alternent avec les épithètes du pharaon. Cette frise est au-dessus des autres scènes décoratives. Sur le mur de gauche, on peut lire des extraits des deuxième et troisième heures de l’Amdouat. Une scène sur le mur droit montre Ramsès IX offrant une statue de Maât à Ptah et Maât. Une autre scène représentation moméiforme de Ramsès IX incarné en Osiris, portant un disque et un scarabée. Elle est suivie par une scène énigmatique unique à cette tombe : trois rangées d’hommes inversés dans des cercles. Dans le premier cercle supérieur, le cercle des hommes est représenté par des figures féminines sur les monticules alternant avec des serpents. Le cercle médian montre les hommes en compagnie d'un groupe de serpents et de l’écorce du soleil. Enfin, dans le cercle inférieur, les hommes sont avec des figures féminines debout sur les serpents, des figures sont penchées vers l’arrière, et un groupe de figures sont des représentations momifiées accompagnées par un disque duquel émergent deux scarabées. À la base de chaque mur, on a une frise de captifs agenouillés et décapités qui alternent avec des serekhs. Au plafond, on a des scènes issues du Livre du jour et de la nuit mais avec des scènes additionnelles encore énigmatiques. Pour finir, il y a également deux graffitis en démotique, quatre en hiératique et quinze en grec ancien.
- L'antichambre (E) est à peine décorée sauf sur la paroi arrière. Elle montre, comme dans le couloir (B), des scènes de l'ouverture de la bouche, par un prêtre du dieu Iounmoutef associé à Horus. Sur le linteau de la porte il y a les divers noms de Ramsès IX. Sur la paroi sud-est de l'arrière, deux scènes du prêtre de Iounmoutef encadrent chaque côté de la porte suivante portant des objets rituels : trois coupes de libations pour la première scène et ensuite quatre herminettes et une patte de veau pour la seconde scène. Ces objets font partie du rituel de l’ouverture de la bouche. On aperçoit également un graffiti en copte dans la pièce.
- La chambre hypostyle (F) n'a aucune véritable décoration, peut-être en raison du manque de temps. La chambre (F) n'est décorée que sur le linteau de la porte. où l'on peut admirer un disque ailé. Un dessin préparatoire d’une porte à creuser a été dessiné avec de la peinture noire sur le mur sud-ouest près de l’entrée. Des croquis en hiératique sont également présents sur ce mur suggérant que ce mur venait à peine d'être plâtré et recouvert et qu'on commençait à peine à esquisser les décors lors du décès du pharaon.
- C'est dans la chambre funéraire (J) que l'on trouve les plus belles décorations. Son plafond est voûté et comporte de magnifiques images de la déesse Nout et Osiris sous sa forme momifiée qui est extrait des cinquième et sixième chapitres du Livre des cavernes. Cette scène encadre la porte d'entrée. Les parois latérales représentent des scènes du Livre des cavernes et du livre de la terre. Le grand mur du fond présente une superbe scène montrant Ramsès IX entouré par les dieux sur une barque solaire, ressuscité en tant qu'Osiris face à Horus dans un sanctuaire accompagné de divinités protectrices. Le plafond — celui du jour et de la nuit — montre également une scène du Dieu soleil à tête de bélier dans un disque adoré par deux paires de babouins. Il y a enfin deux graffitis en grec. De manière générale, toute la partie inférieure du décor de la chambre a disparu.

Bien que l'état de conservation de ces peintures soit remarquable, il y a eu de nombreuses dégradations dues aux outrages du temps. De nombreuses scènes ont disparu, et certains pigments se décolorent.

## Histoire
Commandé pour abriter la sépulture du pharaon Ramsès IX, la tombe n'a pu être achevée à temps au moment du décès du pharaon. Bien qu'il régnât durant dix-huit ans, la construction de KV6 était incroyablement lente. Le travail s'est brutalement précipité et a été bâclé avant l'inhumation. Or Ramsès IX eut le second plus long règne de la XXe dynastie qui était largement suffisant pour achever sa tombe. C'est un signe supplémentaire qui illustre une fin de règne difficile. En effet, cette période correspond à un appauvrissement continu de l'Égypte, et l'affaiblissement important du pouvoir royal. Ce dernier était concurrencé par les puissants et riches grands-prêtres d'Amon à Thèbes. Le pillage systématique de la vallée des Rois par le vice-roi et le grand-prêtre Amenhotep débuta au cours de son règne.
Bien que le sarcophage lui-même ait disparu depuis longtemps, la momie de Ramsès IX a pu être redécouverte dans la cachette de Deir el-Bahari (TT320) en 1881. La momie a été gravement endommagée pendant le transport, car il manque le nez et a de nombreuses fissures dans la peau. Le sarcophage réutilisé appartenait à Neskhons, l'épouse de Pinedjem II.
La tombe KV6 fut ouverte et pillée sans doute très tôt. Après, connue depuis l'antiquité, de nombreux visiteurs ont laissé des graffitis gravés sur ses murs en latin, en copte. Puis, la tombe fut peu à peu comblée à moitié par les débris.

## Historique des fouilles
La nomenclature de cet hypogée a varié au cours du temps. Elle a été successivement désignée comme la « Tomb N » par Richard Pococke, le « IIIe tombeau à l'est » par les savants de l'expédition d'Égypte, puis « Tombe 12 » par Champollion, « Tomb L » par James Burton, « HL9 » par Robert Hay, et avant d'acquérir définitivement son numéro actuel de KV6.
La première fouille a été réalisée vers 1817 par Henry Salt, qui fit des fouilles très complètes et dégagea les pièces de l'hypogée. En 1888, Georges Daressy fut missionné par le Service des Antiquités pour creuser la tombe plus avant et exhuma davantage d'ostraca, ainsi que des traces de pierre de transport sarcophage du roi.
La liste des fouilles est la suivante :
- 1737-1738 : Richard Pococke : première exploration et cartographie
- 1824 : Robert Hay : cartographie et plans
- 1824 : John Gardner Wilkinson : visites
- 1825 : James Burton : cartographie et plans
- 1828-1829 : expédition franco-toscane : épigraphie
- 1819 : Henry Salt : premières excavations et déblayage des débris
- 1888 : Georges Daressy : fouilles et relevés effectuée pour le Service des Antiquités Égyptiennes

Actuellement, l’état de la tombe se dégrade peu à peu. Les surfaces rugueuses inachevées de la chambre (F) ont récemment été lissées avec du plâtre pour obtenir un effet plus originel et pour atténuer l’humidité. Des panneaux muraux de verre ont été installés dans les couloirs (B), (C), (D) et sur les parois de la salle (E). Si KV 6 n’a pas subi de dommages liés aux inondations, ses peintures sur les murs de la tombe se fanent et s’écaillent. Les scènes des murs inférieurs de la chambre funéraire sont déjà tombées et donc perdues à jamais.

## Les objets exhumés
Dans la tombe, les archéologues ont pu retrouver des ostraca (comme l'ostracon du plan de la tombe de Ramsès IX), des morceaux de bois, des ouchebtis, et une figure en bois du ka du défunt. Ces objets sont maintenant dans la collection du British Museum de Londres. On a également découvert des patins en bois de traineaux, servant sans doute à transporter le lourd sarcophage du roi dans sa tombe.

## Photos

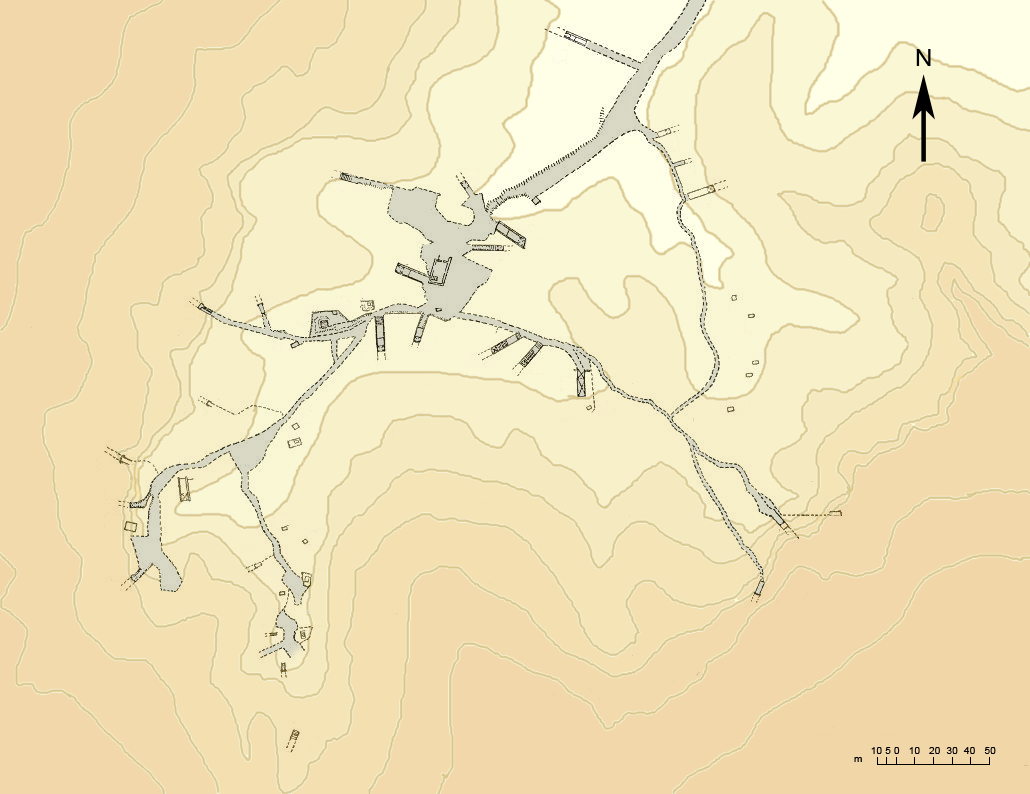
Plan de situation de la vallée des Rois
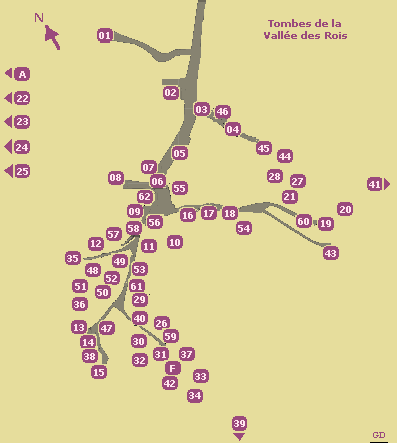
Localisation des tombeaux
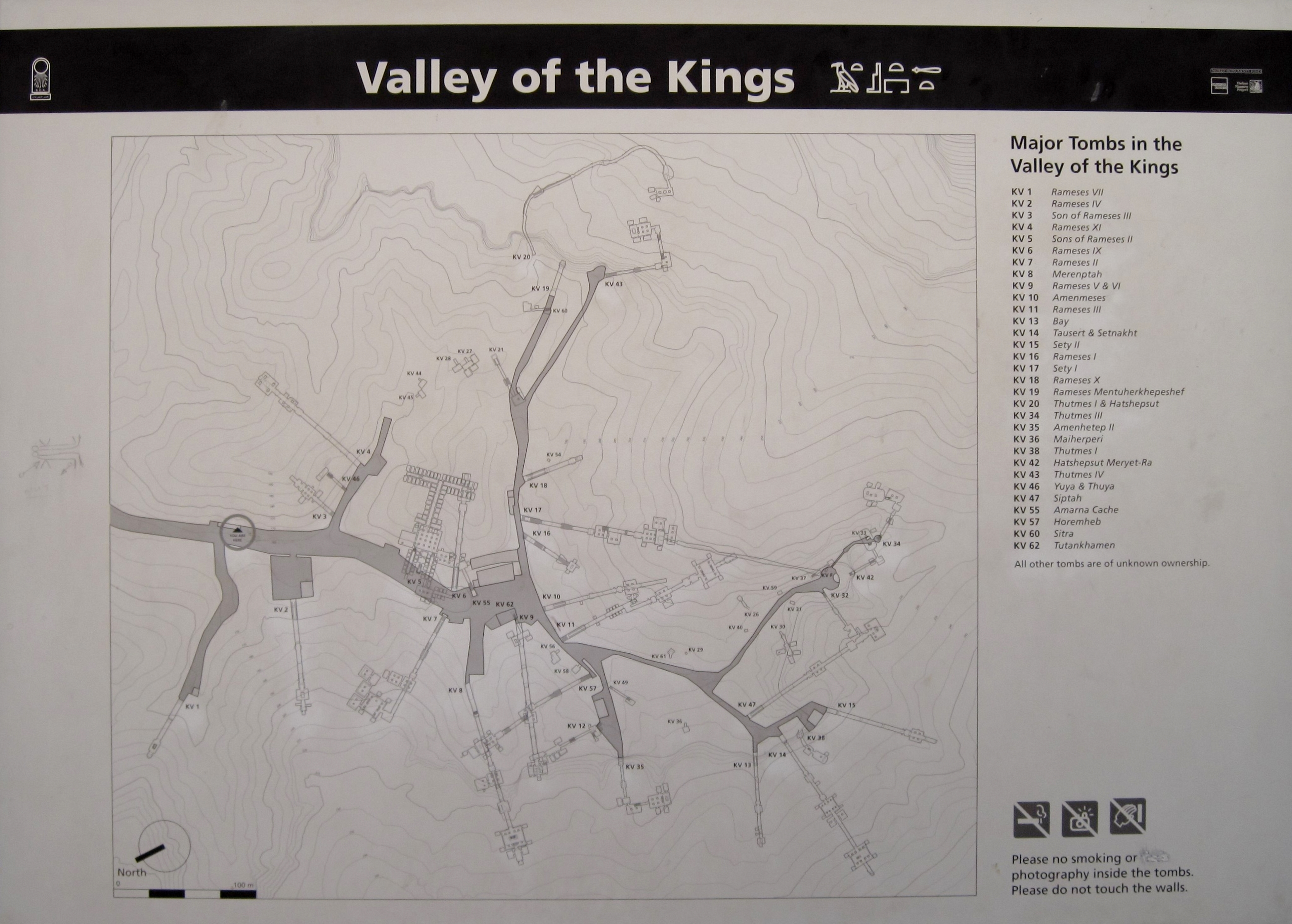
Carte détaillée de la vallée
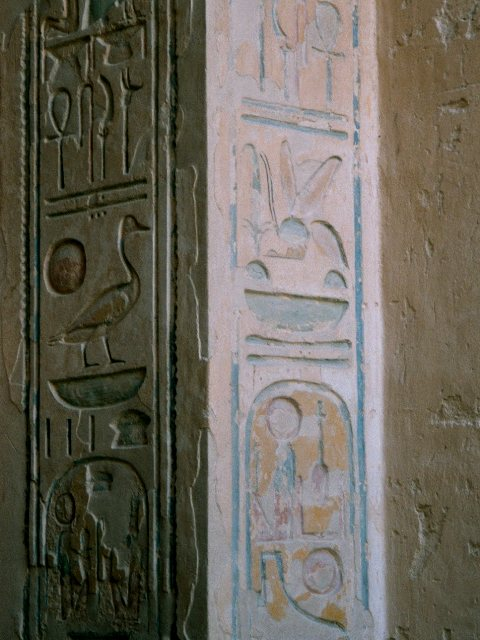
Titulature de Ramsès IX à l'entrée de son tombeau dans la vallée des Rois
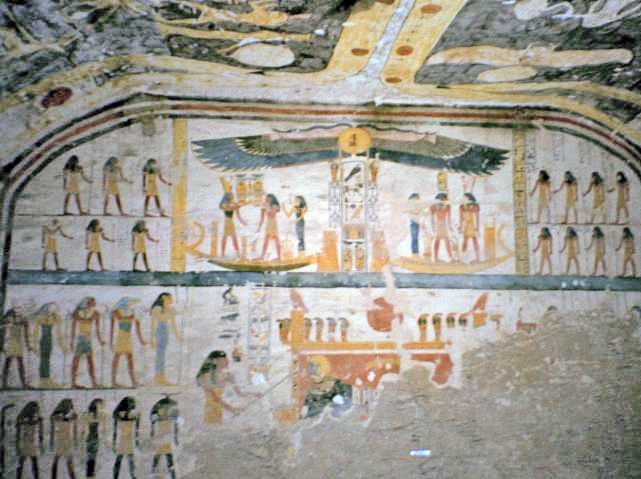
Mur de la chambre funéraire
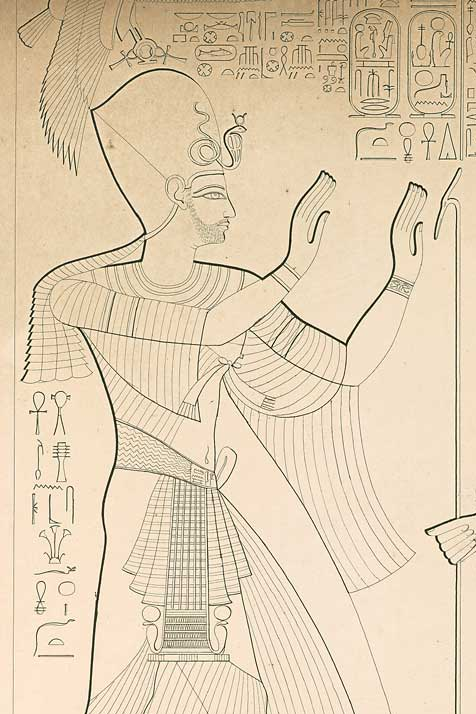
Dessin du pharaon Ramsès IX adorant un dieu
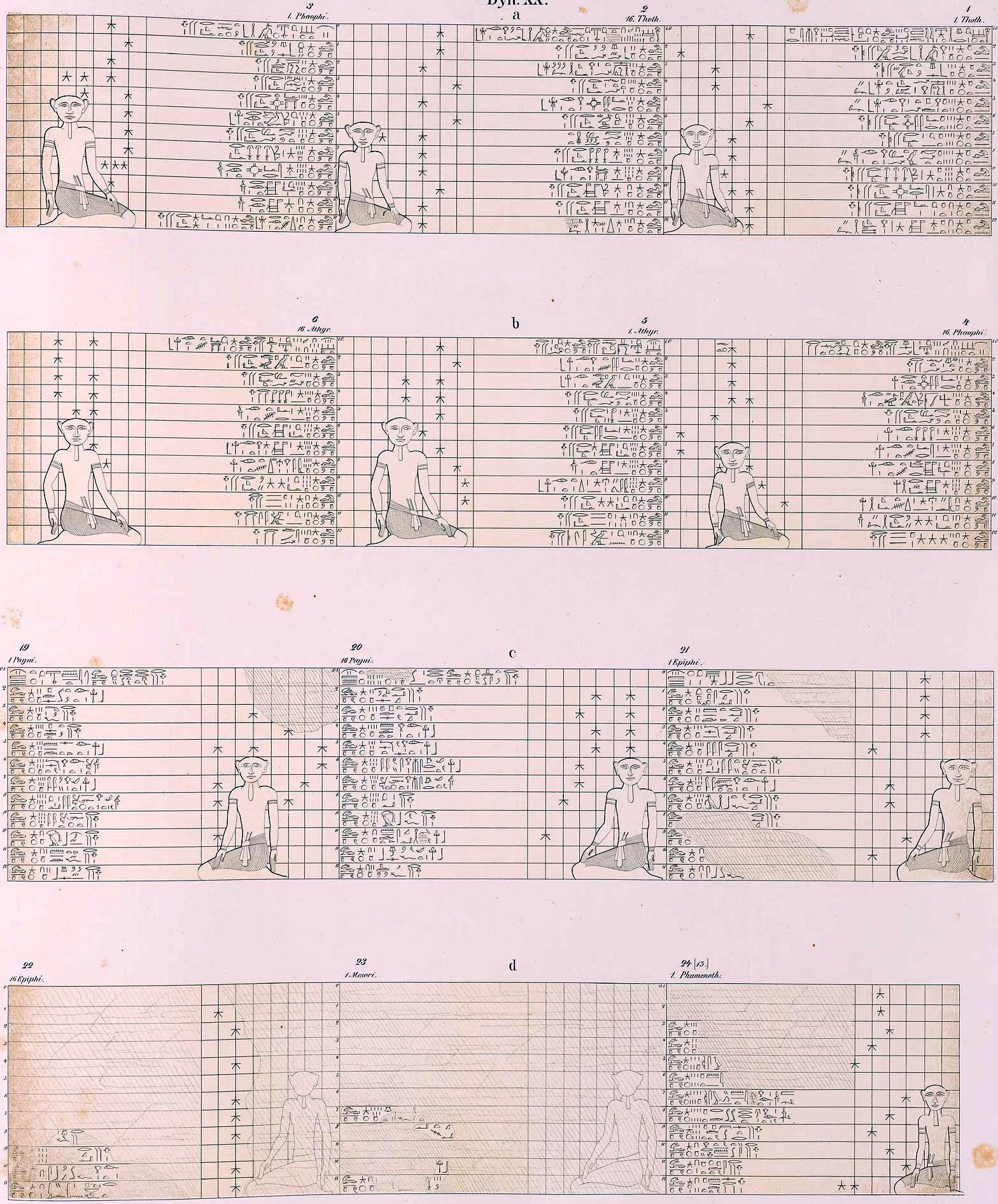
Horloge stellaire égyptienne présent dans la tombe KV6
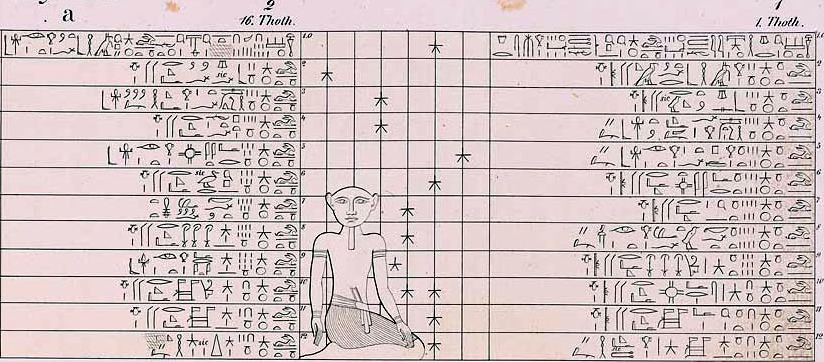
Calendrier de l'Égypte antique du mois de Thot

## Liens  externes
- (en) « KV 6 », sur Theban Mapping Project.
- (en) Bibliographie concernant KV6 sur Theban Mapping Project